# Ute Hommola
Ute Hommola, nekdanja vzhodno nemška atletinja, * 20. januar 1952, Weißenborn. 
Za Nemško demokratično republiko je nastopila na Poletnih olimpijskih igrah 1980 v Moskvi, kjer je v metu kopja osvojila bronasto medaljo.